# Italiani di San Diego
Gli italiani di San Diego sono una storica comunità di italoamericani residenti nell'area metropolitana di San Diego.  
Costituiscono il 4,25% della popolazione cittadina, con punte di concentrazione fino al 7,42% in alcuni quartieri. 

## Storia

### Dalle origini alla nascita di Little Italy
La presenza italiana nell'area risale al XVII secolo, quando fu raggiunta da alcuni marinai di Riva Trigoso che navigavano verso il Cile e il Perù per conto della Spagna. 
La corsa all'oro del 1849 richiamò verso la costa della California un gran numero di italiani, che si dedicarono più tardi alla pesca e alla cantieristica navale.
In seguito al terremoto e all'incendio di San Francisco del 1906, molti italiani di San Francisco, di professione pescatori, si trasferirono a San Diego dando un importante contributo all'industria ittica locale, che avrebbe portato la città a diventare la "capitale del tonno" degli Stati Uniti. 

### Da Little Italy ai giorni nostri

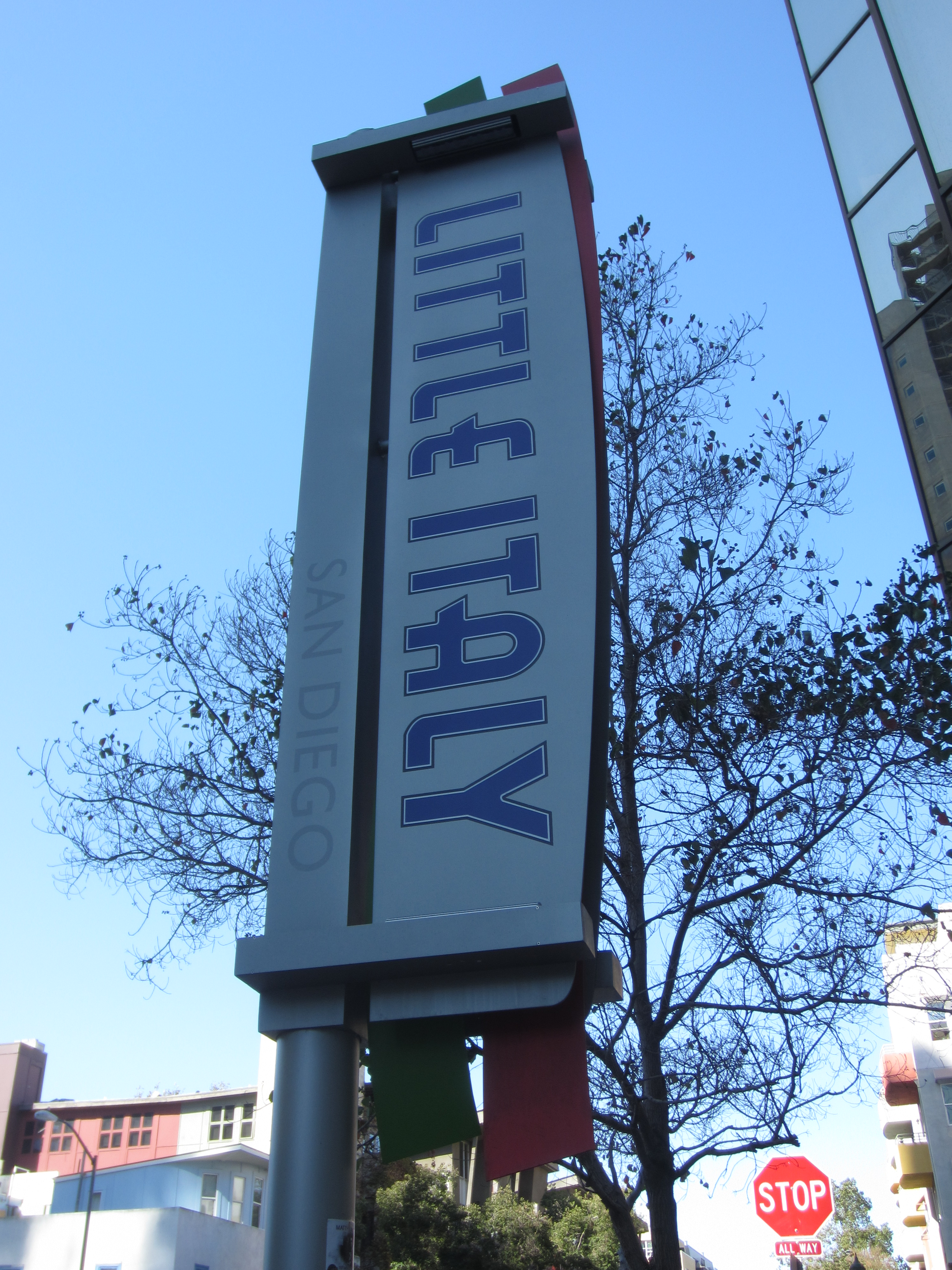
Cartello di ingresso di Little Italy

A seguito dell'esodo di una parte degli italiani di San Francisco, si sviluppò a San Diego una vera e propria Little Italy. 
Nel 1923-25 fu edificata nel quartiere la Chiesa di Nostra Signora del Rosario. Negli anni settanta venne costruita l'autostrada Interstate 5, cosa che portò alla distruzione del 35% del quartiere. Nel 1996 venne creata l'Associazione Little Italy e il quartiere ebbe una sorta di rinascita e riordino sociale. Attualmente vi sono numerosi edifici residenziali, con vari negozi e attività commerciali. 
Come nel resto del paese, l'immigrazione italiana ha mantenuto alti livelli fino alla fine degli anni '70 per poi diminuire, comportando un calo degli italiani di San Diego. 

## Religione

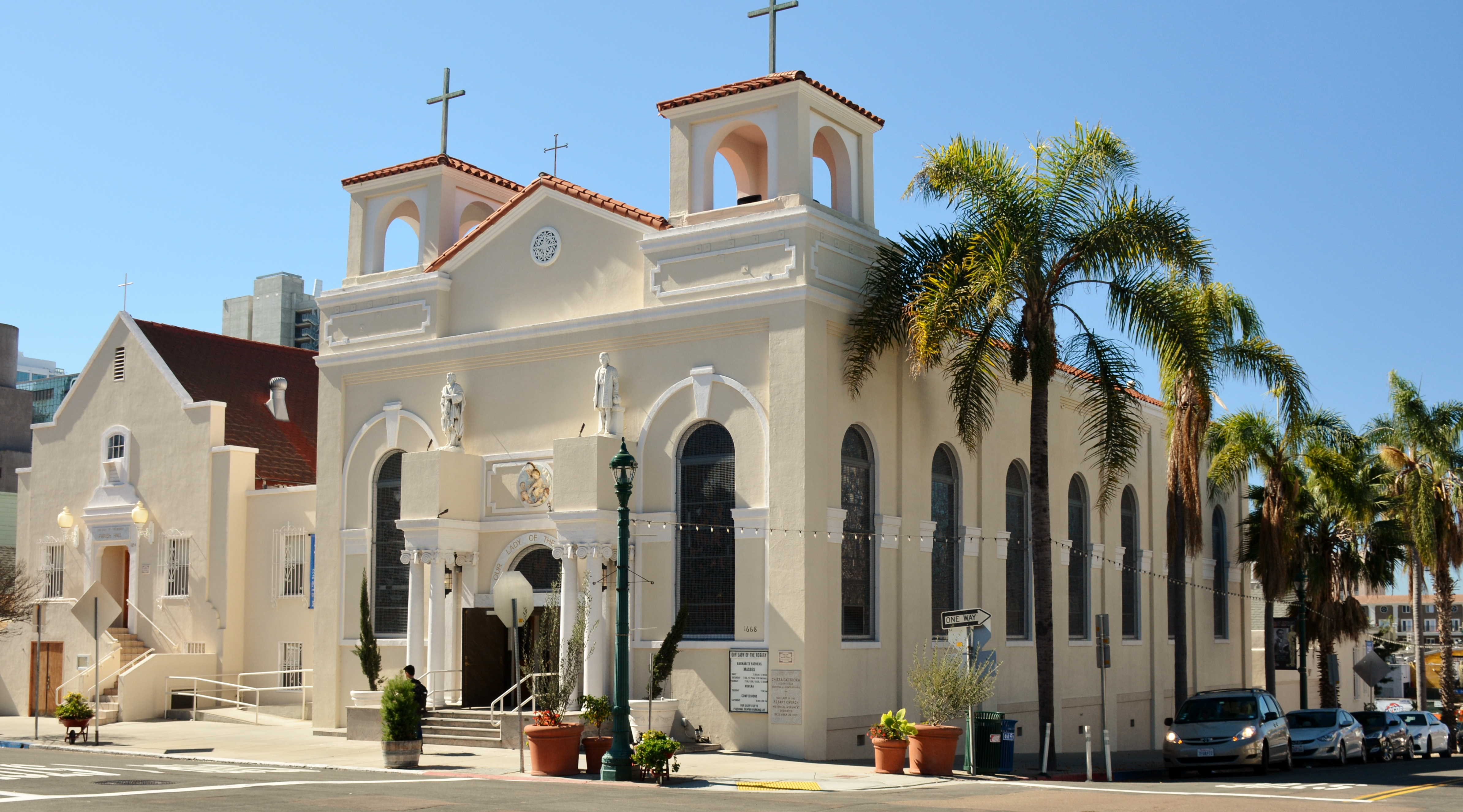
Chiesa di Nostra Signora del Rosario

Il principale centro religioso degli italiani di San Diego è la chiesa cattolica della Nostra Signora del Rosario, costruita tra il 1923 e il 1925. 
Nel 1921 il cardinale di Los Angeles, alla cui diocesi Il territorio di San Diego allora apparteneva, affidò la colonia italiana di San Diego a padre Sylvester Rabagliati, un padre salesiano nato in Italia che era stato ordinato sacerdote a Bogotà in Colombia. Rabagliati trascorse i primi due anni a raccogliere i fondi per la nuova chiesa e il 17 agosto 1923, ne iniziò la costruzione. Al Natale successivo fu in grado di celebrare la Messa nella Chiesa ancora incompiuta.

## Eventi

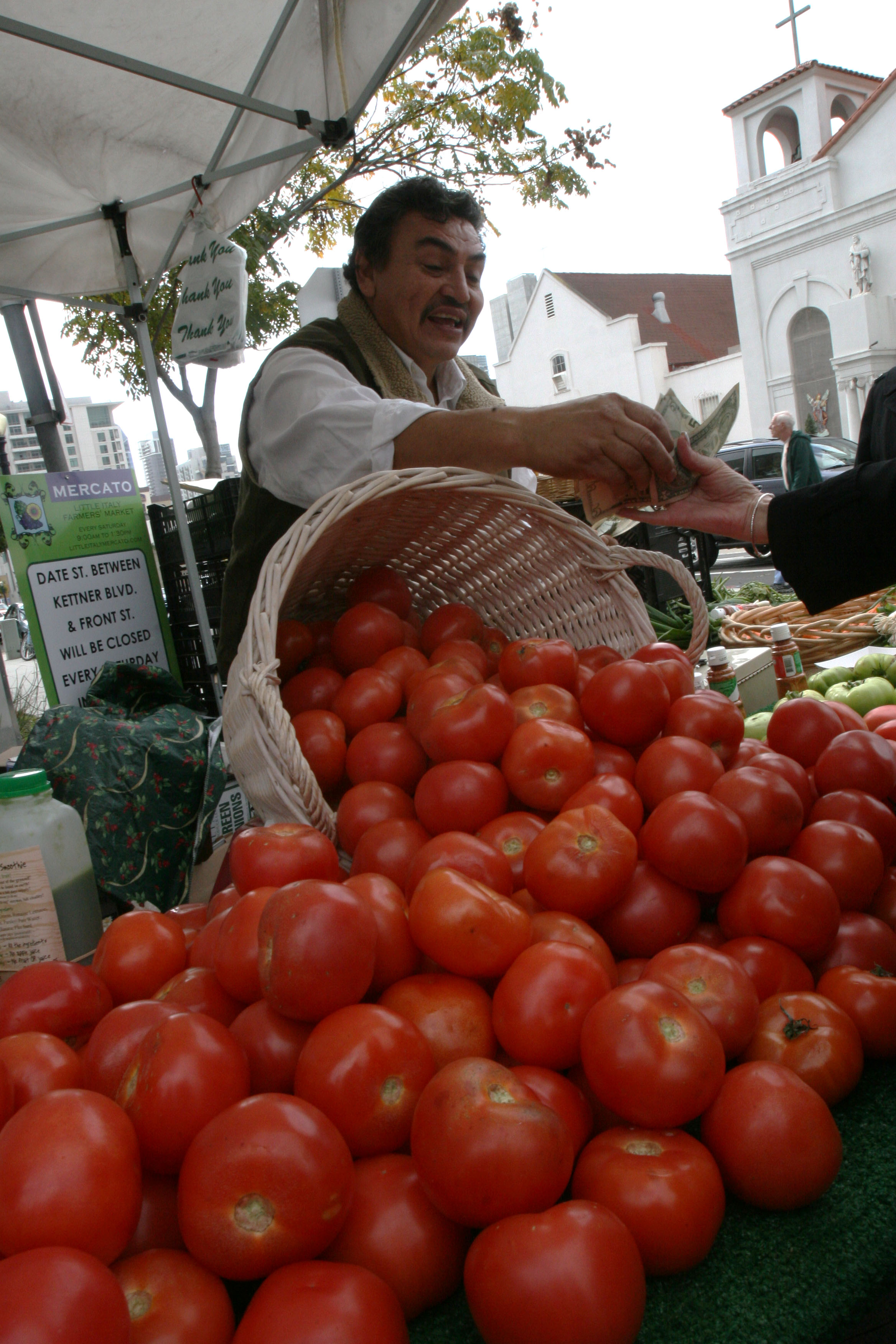
Little Italy Mercato

Settimanalmente, presso Little Italy, si svolge il Little Italy "Mercato", un mercato contadino, al quale prendono parte, oltre agli agricoltori, gastronomie, pasticcerie, fiorai e artisti. 
Il sabato prima del Martedì Grasso si svolge il Little Italy "Carnevale", nel quale sfilano maschere veneziane.
A maggio, la comunità siculo-americana di San Diego celebra il Sicilian Festival fin dal 1993.
A maggio e a novembre si tiene il Taste of Little Italy, con degustazioni di cibo italiano di oltre 20 ristoranti e spettacoli di intrattenimento, e il cui ricavato  va all'Associazione Little Italy.